# Abdulla Yaseen
Abdulla Yaseen (6. listopada 1998.) je bahreinski rukometaš. Nastupa za klub Shabab i reprezentaciju Bahreina.
Natjecao se na Svjetskom prvenstvu u Danskoj i Njemačkoj 2019. gdje je reprezentacija Bahreina završila na 20. mjestu. 